# 卡廷盖拉
卡廷盖拉是巴西帕拉伊巴州的一个市镇。总面积529.456平方公里，总人口4415人，人口密度8.3人/平方公里。